# Jean-Baptiste Carbonneau
Pour les articles homonymes, voir Carbonneau.
Jean-Baptiste Carbonneau, né le 10 août 1864 à Berthier-en-Bas et mort le 4 décembre 1936 à Québec, est un homme politique québécois.